# Tourbière du Haut-Livradois : complexe tourbeux de Virennes
Tourbière du Haut-Livradois : complexe tourbeux de Virennes este o arie protejată (sit de importanță comunitară — SCI) din Franța întinsă pe o suprafață de 149 ha, integral pe uscat.

## Localizare
Centrul sitului Tourbière du Haut-Livradois : complexe tourbeux de Virennes este situat la coordonatele 45°19′23″N 33°49′50″E / 45.323°N 33.83054°E.

## Înființare
Situl Tourbière du Haut-Livradois : complexe tourbeux de Virennes a fost declarat arie specială de conservare în baza directivei 92/43 din 1992 referitoare la conservarea habitatelor naturale și a faunei și florei sălbatice pentru a proteja 2 specii de animale.

## Biodiversitate
Situată în ecoregiunea continentală, aria protejată conține 8 habitate naturale: Pajiști cu Molinia pe soluri calcaroase, turboase sau argilos-nămoloase (Molinion caeruleae), Mlaștini împădurite, Turbării active, Mlaștini turboase de tranziție și turbării mișcătoare, Formațiuni ierboase bogate în specii de Nardus, dezvoltate pe substraturi silicioase în zone montane (și în zone submontane, în Europa continentală), Fânețe montane, Pajiști uscate europene, Păduri acidofile de Picea de la nivel montan la nivel alpin (Vaccinio-Piceetea).
La baza desemnării sitului se află mai multe specii protejate:
- mamifere (1): liliacul mic cu potcoavă (Rhinolophus hipposideros)
- nevertebrate (1): fluturele auriu (Euphydryas aurinia)

Pe lângă speciile protejate, pe teritoriul sitului au mai fost identificate 4 specii de plante, 6 specii de păsări, 1 specie de nevertebrate.